# Culicoides utahensis
Culicoides utahensis är en tvåvingeart som beskrevs av Fox 1946. Culicoides utahensis ingår i släktet Culicoides och familjen svidknott. Inga underarter finns listade i Catalogue of Life.